# Szkoła Saint-Martial
Szkoła Saint-Martial – określenie używane dla stylu w średniowiecznej muzyce, który wykształcił się pod koniec XI wieku pod wpływem oddziaływania muzycznego centrum w prowansalskim opactwie Saint-Martial w Limoges.
Szkoła Saint-Martial wyrastała z tradycji okresu karolińskich, lecz wprowadziła szereg innowacji - m.in. ulepszono system notacji nut - wprowadzono diastematykę, co umożliwiło precyzyjniejsze odczytywanie zapisu (poprzednio stosowany był głównie zapis bezliniowy). Obserwuje się początki rozwoju wielogłosowości i form wczesnego organum. 
Szkoła Saint-Martial działała od końca XI wieku do połowy XIII wieku. W okresie swojego rozkwitu swoim oddziaływaniem obejmowała prawie całą Francję a częściowo również Hiszpanię i Anglię. Jej znaczenie spadło wraz z pojawieniem się paryskiej szkoły Notre-Dame - muzyczne centrum kraju przeniosło się wówczas do Paryża.